# Luiz Carlos Pereira
Luiz Carlos Pereira (sinh ngày 6 tháng 3 năm 1960) là một cầu thủ bóng đá người Brasil.

## Sự nghiệp câu lạc bộ
Luiz Carlos Pereira đã từng chơi cho Verdy Kawasaki và Consadole Sapporo.

## Thống kê câu lạc bộ

### J.League
| Đội               | Năm       | J.League | J.League | J.League Cup | J.League Cup | Tổng cộng | Tổng cộng |
| Đội               | Năm       | Trận     | Bàn      | Trận         | Bàn          | Trận      | Bàn       |
| ----------------- | --------- | -------- | -------- | ------------ | ------------ | --------- | --------- |
| Verdy Kawasaki    | 1992      | -        | -        | 11           | 1            | 11        | 1         |
| Verdy Kawasaki    | 1993      | 32       | 1        | 7            | 0            | 39        | 1         |
| Verdy Kawasaki    | 1994      | 43       | 2        | 3            | 0            | 46        | 2         |
| Verdy Kawasaki    | 1995      | 50       | 6        | -            | -            | 50        | 6         |
| Consadole Sapporo | 1998      | 11       | 0        | 3            | 0            | 14        | 0         |
| Tổng cộng         | Tổng cộng | 136      | 9        | 24           | 1            | 150       | 10        |